# Akcja „B”
Akcja „B” – aresztowanie 199 ewangelikalnych duchownych przez organy Ministerstwa Bezpieczeństwa Publicznego (MBP), które nastąpiło we wrześniu 1950 roku. Jego celem było osłabienie ewangelikalnego protestantyzmu w Polsce poprzez likwidację tych Kościołów, które nie miały uregulowanego stosunku prawnego z państwem. Aresztowani pochodzili z trzech kościołów: Zjednoczonego Kościoła Ewangelicznego (ZKE), Kościoła Chrześcijan Wiary Ewangelicznej (KChWE) i Zjednoczenia Kościołów Chrystusowych (ZKCh). 87 duchownych zwolniono w kilka dni po aresztowaniu, innych zwolniono po kilku miesiącach, szesnastu skazano na więzienie. Niektórych z nich objęła amnestia z 1952 roku. Aresztowania miały wpływ na poszerzenie ZKE w 1953 roku. 

## Inwigilacja Kościołów

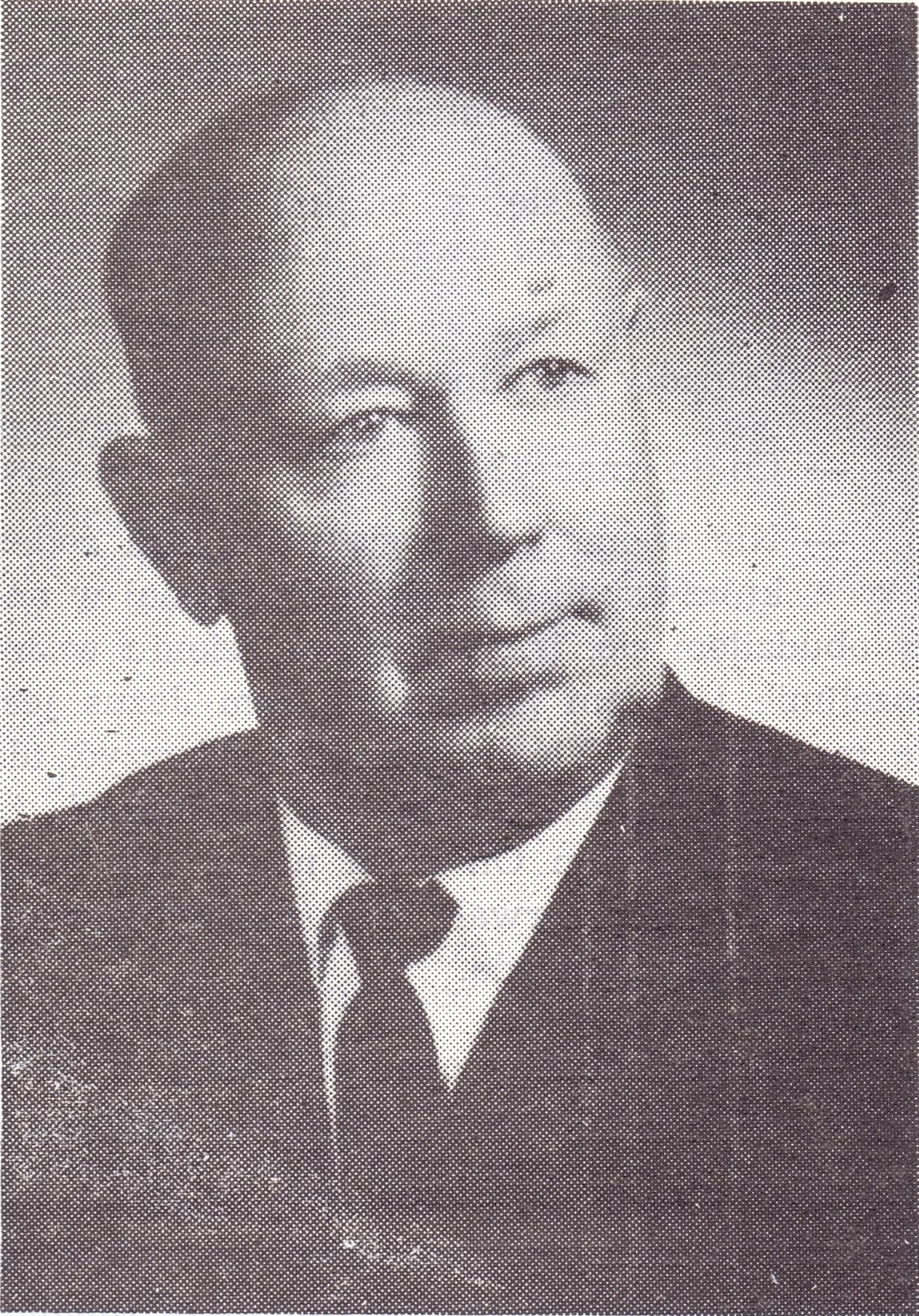
Teodor Maksymowicz

W latach 1950–1953 władze przeprowadziły szereg akcji wymierzonych w instytucje religijne – zarówno w Kościół katolicki, jak i wyznania ewangelikalne, które oskarżono o szpiegostwo i utrzymywanie kontaktów zagranicznych, a także w Świadków Jehowy. 
W roku 1947 organy MBP zaczęły gromadzić informacje o działaczach Kościołów ewangelikalnych, z wyjątkiem Polskiego Kościoła Chrześcijan Baptystów. Jednym z powodów akcji represyjnej było utrzymywanie kontaktów zagranicznych przez liderów owych Kościołów i przyjmowanie zagranicznej pomocy. Kontakty te posiadali również i baptyści, jednak baptyści byli zalegalizowanym ugrupowaniem, a pomoc zagraniczna była bardziej przejrzysta i nie wzbudzała podejrzeń. W ramach inwigilacji kontrolowano korespondencję przychodzącą i wychodzącą z Polski. Również listy wysyłane przez współwyznawców do członków zarządów inwigilowanych Kościołów były kontrolowane.
Jeszcze w listopadzie 1946 roku zaczęto rozpracowywać kierownictwo Zjednoczenia Kościołów Chrystusowych (ZKCh). Założono sprawę agenturalnego rozpracowania pod kryptonimem „Fanatyk”. W kwietniu 1947 roku na działaczy KChWE założono sprawę pod kryptonimem „Opieka”. Lokalne urzędy BP zakładały sprawy przeciwko działaczom ewangelikalnym w rozmaitych częściach kraju.
Po pokazowym procesie bułgarskim z 1949 roku, w którym skazano 15 pastorów, Wydział V Departamentu V MBP postanowił aresztować czołowych działaczy ZKCh i ZKE. Przygotowano „Plan częściowej likwidacji sekt” który zakładał, że 16 marca o godzinie 21:00 nastąpią aresztowania 18 działaczy, 28 działaczy zamierzano przesłuchać i przeprowadzić rewizje u wszystkich 44 osób. Akcja miała objąć w sumie 10 województw i miasto stołeczne Warszawę. Nie doszła jednak do skutku, ale natychmiast przystąpiono do systematycznego rozpracowywania „sekt”. 28 maja 1949 roku UBP Warszawa założył sprawę agenturalnego rozpracowania pod kryptonimem „Inżynier” na kierownictwo ZKE. 7 czerwca Departament V MBP sporządził „Informację” dotyczącą ZKCh i ZKE. Uznano, że Kościoły te „stanowią bazę wpływów imperializmu amerykańskiego i służą za kanał wywiadu amerykańskiego”. „Sekty” należy zlikwidować „celem zwężenia bazy wpływów USA i działania sieci obcych wywiadów”. Odtąd Departament V MBP przygotowywał się do przeprowadzenia akcji likwidacyjnej.

## Aresztowanie i zarzuty

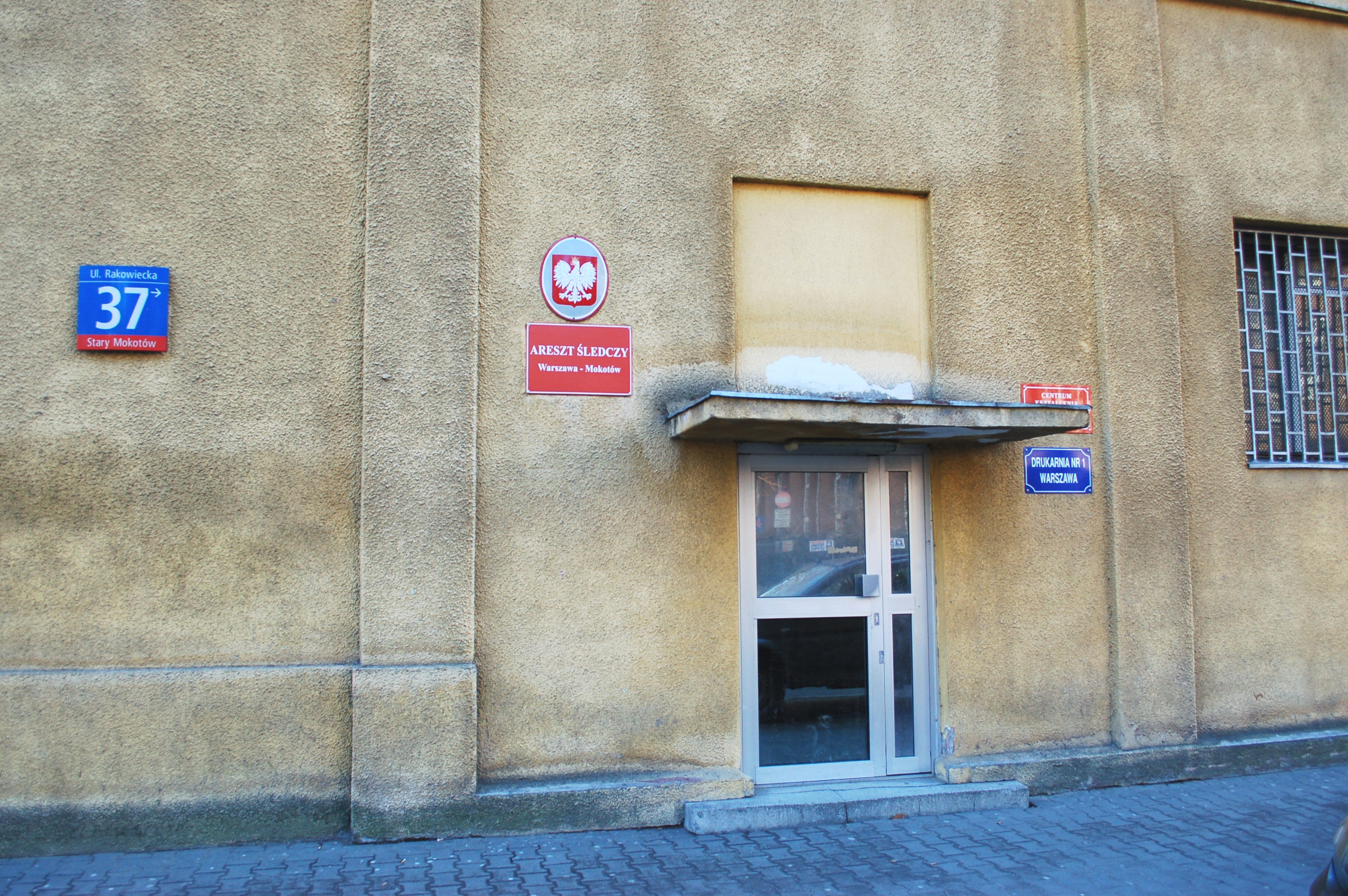
Część aresztowanych trafiła do aresztu śledczego w Mokotowie.

W nocy z 19 na 20 września 1950 roku przywódcy Kościoła zostali aresztowani przez organy MBP, zamknięto również wszystkie obiekty sakralne należące do Kościoła. Aresztowano 199 osób z Kościołów typu ewangeliczno-baptystycznego (tj. ZKE, KChWE i ZKCh) – nie tylko duchownych, ale także szczególnie aktywnych wiernych. Ponadto zatrzymano do przesłuchania około 200 osób, przeprowadzono około 600 rewizji. Najwięcej osób aresztowano w województwie katowickim (41 osób), a najwięcej rewizji dokonano w województwie bydgoskim (64 rewizji). Zarekwirowano kaplice, literaturę, śpiewniki i wyposażenie zborów. Mienie zarekwirowane w wyniku tej akcji w przeważającej części nigdy nie wróciło do właścicieli. Wedle notatki, sporządzonej 2 października dla  Komitetu Centralnego Polskiej Zjednoczonej Partii Robotniczej przez funkcjonariusza UBP, aresztowano „ponad 200 płatnych funkcjonariuszy” o „szpiegowsko-białogwardzistowskim obliczu”, którzy reprezentują „sekty” stworzone w okresie międzywojennym przez „Departament MSWewn.”. 
Według  L. Jańczuka termin 19 września został wybrany dlatego, ponieważ 20 września działacze KChWE mieli dyskutować z działaczami Kościoła Metodystycznego o warunkach przyłączenia do tego Kościoła (metodyści mieli legalizację, a zielonoświątkowcy nie). 
Aresztowanym przedstawiono obszerną listę zarzutów. Przedwojenne Ministerstwo Spraw Wewnętrznych miało jakoby założyć te „sekty” w celu „prowadzenia działalności wywiadowczo-dywersyjnej przeciwko ZSRR i ruchom narodowowyzwoleńczym”. Na Kresach Wschodnich miały zajmować się akcją „agitacyjno-propagandową na rzecz reżimu sanacyjnego” i miały pomagać w polonizacji tych ziem. Podczas okupacji niemieckiej sekty te miały przejść „na służbę  wywiadu niemieckiego” i prowadziły szeroko zakrojoną działalność antyradziecką. Natomiast w okresie powojennym aktywiści owych sekt, których przedstawiano jako „szpiegów imperializmu anglo-amerykańskiego”, mieli nawiązać kontakty „ze swoimi ośrodkami dyspozycyjnymi w USA i Szwecji”. Uzasadnienia dla aresztowań, jak i oskarżenia sformułowano w oparciu o doniesienia agenturalne tajnych współpracowników UBP. Wśród informatorów UBP wyróżniał się Szymon Biliński („Żebrowski”) usunięty ze  Związku Ewangelicznych Chrześcijan jeszcze w roku 1947, który zarzucał Ludwikowi Szenderowskiemu oraz  Jerzemu Sacewiczowi, liderom dwóch ewangelikalnych Kościołów, sprzeniewierzenie się Ewangelii, działalność antyradziecką i wysługiwanie się anglo-amerykańskiemu wywiadowi. Ponadto wykorzystano doniesienia  Eugeniusza Kupskiego („Eagle”) i  Kazimierza Najmałowskiego („Posłaniec”). Charakterystyki działaczy ewangelikalnych, zarówno te z roku 1949, jak i roku 1950, opierały się na doniesieniach tej trójki. Pozostali informatorzy byli nisko oceniani, zarzucano im nieszczerość i niechęć do współpracy. W ich charakterystykach pojawiają się zarzuty, że nie informują o szkodliwej działalności sekty, „pomimo iż mają po temu możliwości”. 
1 października 1950 roku w areszcie pozostawała 112 osób. Niektórych wypuszczono po kilku miesiącach. W styczniu 1951 roku w areszcie trzymano 65 osób, z których połowę zwolniono w marcu. Wobec najbardziej podejrzanych, gromadzono „dowody”. Byli to m.in.: Jerzy Sacewicz, Mikołaj Korniluk, Bolesław Winnik, Teodor Maksymowicz, Aleksander Rapanowicz, Franciszek Januszewicz,  Józef Mrózek, Sergiusz Waszkiewicz. Franciszek Więckiewicz ze względu na wiek oraz stan zdrowia został zwolniony w styczniu 1951 roku. Duchownym zarzucono prowadzenie szerokiej kampanii antyradzieckiej, krytykę władzy ludowej, krytykę spółdzielni produkcyjnych. Wskazywano na dwie najbardziej zaangażowane w tej akcji osoby –  Władysława Kołodzieja i  Teodora Maksymowicza.
6 października 1950 roku Jan Onacik przygotował wytyczne, według których miało być prowadzone śledztwo. Należało uzyskać dane o współpracy politycznej z reżimem sanacyjnym, współpracy z  „dwójką”, współpracy z niemieckim okupantem, współpracy z obcym wywiadem po II wojnie światowej. Wytyczne zostały rozesłane do wojewódzkich urzędów bezpieczeństwa publicznego.

## Proces i uwięzienie

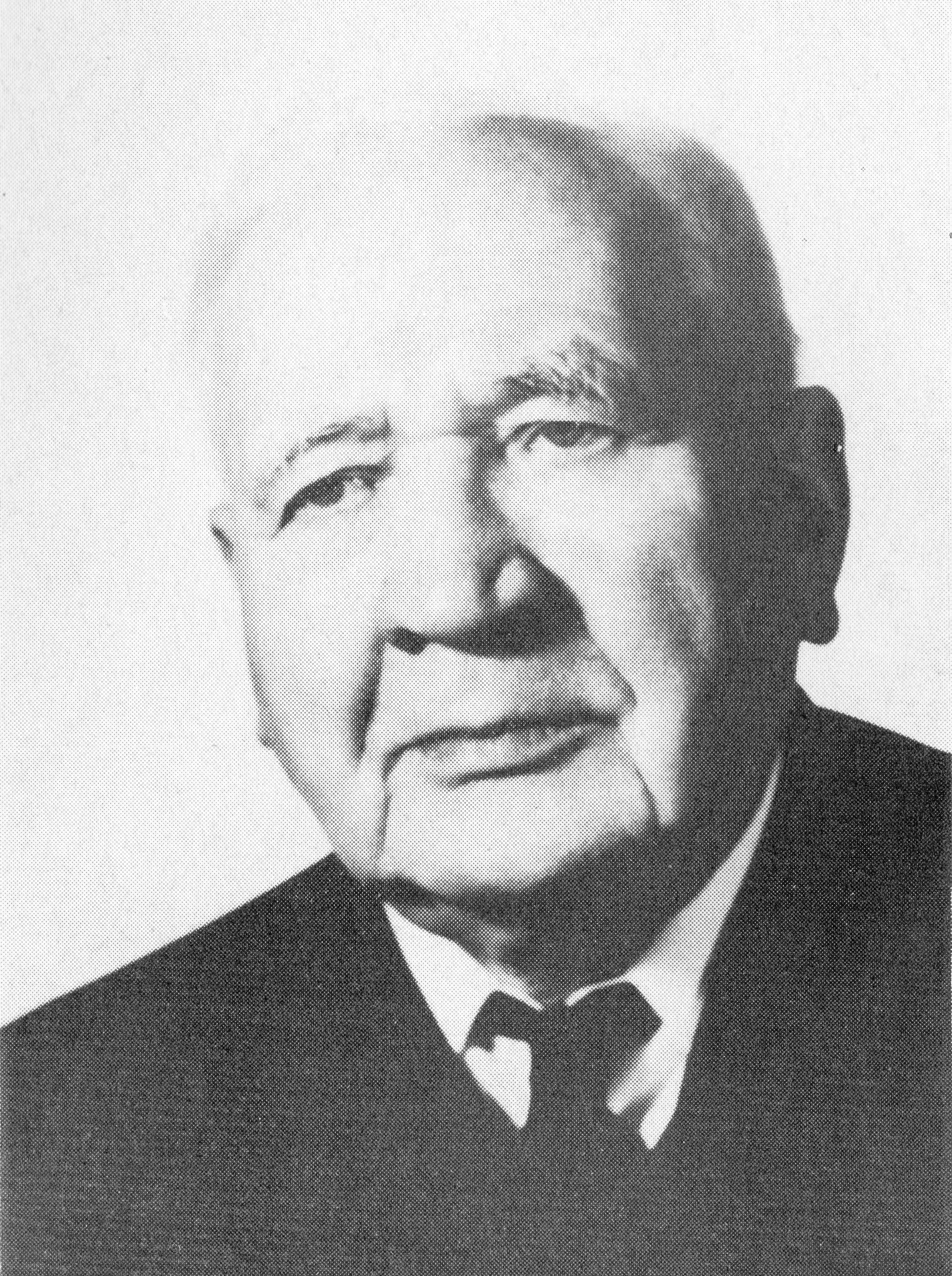
Stanisław Krakiewicz

Urząd Bezpieczeństwa Publicznego wzorował się na procesie bułgarskim z 1949 roku i zamierzał przygotować pokazowy proces, jednak duchowni, pomimo stosowania tortur w więzieniach i zastraszania, nie przyznali się do stawianych im zarzutów. Śledztwo prowadzone było w nieudolny sposób, a płk Józef Różański w raporcie z 7 lipca 1951 roku dla gen. Romana Romkowskiego stwierdził, iż „nie wyjaśniono z podejrzanymi ani jednego zasadniczego zagadnienia”. W tej sytuacji zrezygnowano z pokazowego procesu. 
Według Ryszarda Michalaka wszyscy przed opuszczeniem aresztu podpisywali oświadczenie o braku pretensji wobec UBP. Szesnaście osób skazano na więzienie. Paweł Lindner i Henryk Jarząbski zostali skazani na kilkumiesięczne więzienie (odpowiednio 9 i 6 miesięcy) ze względu na przechowywanie broszury Co nas czeka?, wydanej w 1930 roku. Stanisław Krakiewicz został zatrzymany pod zarzutem prowadzenia „roboty wywiadowczej”, a skazany za „działalność antypaństwową”. Ludwik Szenderowski został skazany na 9 lat więzienia ze względu na donosy Szymona Bilińskiego, rozległe kontakty ze współwyznawcami ze Stanów Zjednoczonych Ameryki, a zwłaszcza Piotrem Deyneką. Maksymowicz skazany został na dwa lata pobytu w obozie pracy. Sacewiczowi zarzucano handel dolarami, 21 lutego 1952 roku skazano go na 2 lata obozu pracy, 12 marca 1952 Korniluk został skazany na 4 lata więzienia, Winnik na 5 lat więzienia. Sergiusz Waszkiewicz został skazany na 18 miesięcy więzienia, Kazimiera Nawrocka na 15 miesięcy więzienia, Stefan Osadca na 18 miesięcy więzienia, Józef Mrózek (junior) na 2 lata obozu pracy pod zarzutem szpiegostwa, Paweł Bakałarz (luteranin) został skazany na 11 miesięcy więzienia za handel obcą walutą na czarnej giełdzie. 
Po  wyborach parlamentarnych 1952 władze zdecydowały się uwolnić niektórych spośród skazanych na mocy trzeciej ustawy  amnestyjnej. W kwietniu 1953 roku na wolność wyszedł Sacewicz, Korniluk i Maksymowicz. Władysław Kołodziej odsiedział pełny wyrok i wyszedł na wolność we wrześniu 1953 roku. Bolesław Winnik również wyszedł we wrześniu 1953 roku. Jako ostatni wyszedł na wolność Szenderowski, który został zwolniony 4 kwietnia 1955 roku.

## Rezultat

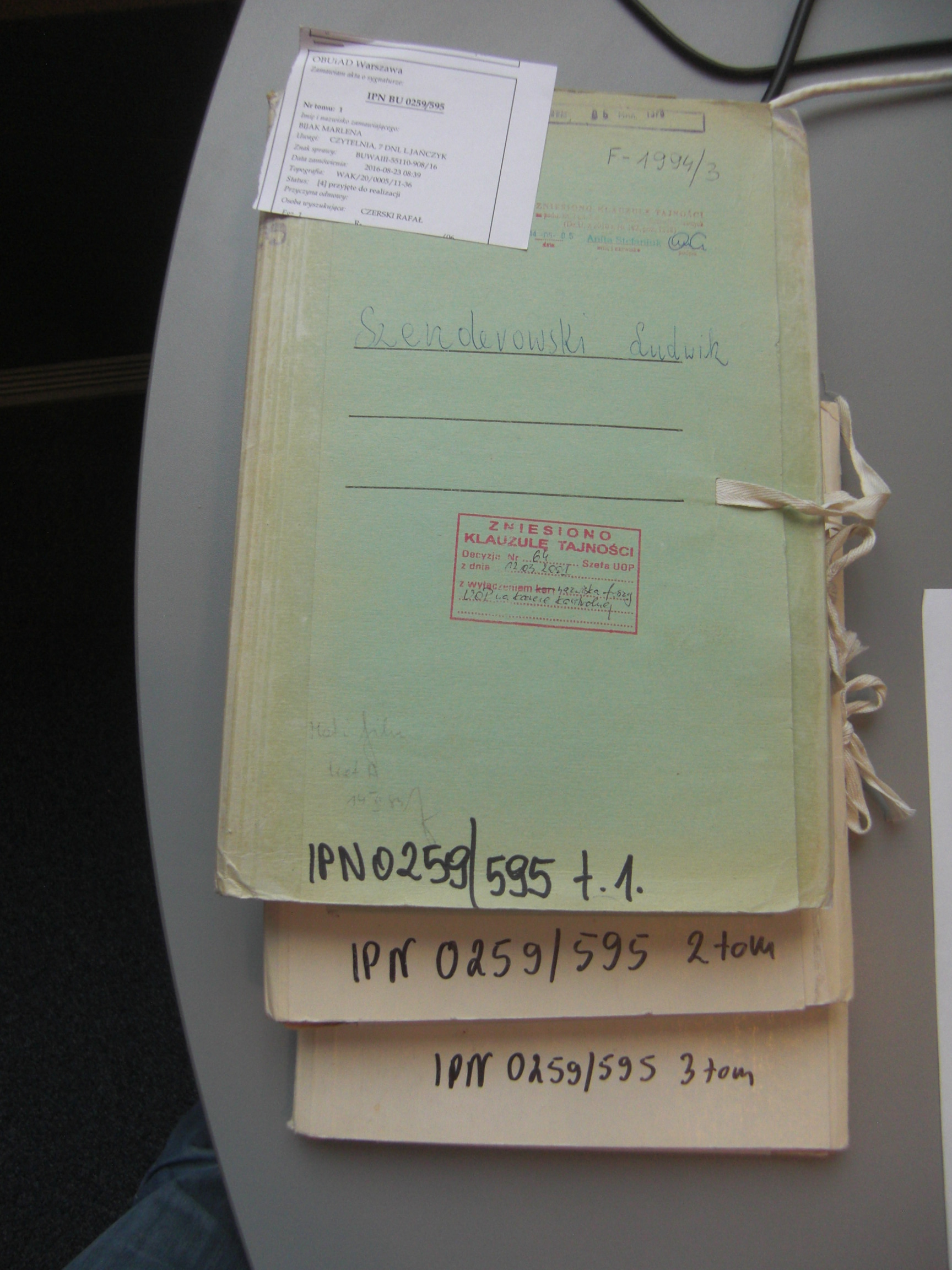
IPN 0259/595 t. 1-3, materiały zgromadzone przez "bezpiekę" na temat Ludwika Szenderowskiego.

Skala przedsięwzięcia przebiła represje wobec innych Kościołów chrześcijańskich. Dla porównania, przez cały 1950 rok organy MBP aresztowały 132 księży katolickich. Bardziej prześladowanym ugrupowaniem religijnym byli w owym czasie tylko Świadkowie Jehowy. W wyniku represji rozwój wyznań ewangelikalnych został zahamowany, przy czym zastraszone zostały również i te ugrupowania, których duchownych nie aresztowano. 
Zwłaszcza ZKCh ucierpiał w wyniku aresztowań. W styczniu 1950 roku kościół ten liczył 43 zbory, natomiast w marcu 1952 już tylko 24. Część wiernych przeszła do tych kościołów, których nie objęły aresztowania. Przestał istnieć np. zbór chrystusowy w Orli, którego wierni przeszli do baptystów. W Szczecinie na czas aresztowania Aleksandra Rapanowicza wierni uczęszczali do Kościoła metodystycznego (wrócili do zboru po uwolnieniu Rapanowicza). Wacław Kołodziej, redaktor naczelny „Jedności” w latach 1948–1950, po uwolnieniu w 1953 roku przeszedł z ZKCh do metodystów. 
Władze zakładały, że w wyniku aresztowań osłabią, a może nawet doprowadzą do likwidacji wspólnoty religijne dotknięte represjami. Te jednak nie zaprzestały działalności, m.in. ze względu na zasadę „powszechnego kapłaństwa”, to znaczy przejęcie odpowiedzialności za Kościoły przez wiernych niebędących duchownymi. Władze bezpieczeństwa dokonywały błędnych ocen odnośnie do skutków aresztowań, np. w woj. białostockim oceniano, że aresztowania niczego nie zmieniły, tymczasem część wiernych przeszła do innych kościołów i mniejsza liczba osób przystępowała do chrztów. Według Jana Mironczuka, zajmującego się historią polskiego ewangelikalizmu w XX wieku, aresztowania zahamowały na kilka miesięcy funkcjonowanie Kościołów i dopiero wiosną 1951 roku życie religijne zaczęło wracać do represjonowanych „sekt”. Ostatecznie władze zgodziły się na istnienie ewangelikalnych Kościołów dotkniętych aresztowaniami, ale postanowiły je kontrolować. Decyzję o zgodzie na funkcjonowanie tych Kościołów Urząd do Spraw Wyznań podjął w lipcu 1952 roku, pod warunkiem jednak, że się połączą w jeden Kościół. 
Część aresztowanych, m.in. Sacewicz i Korniluk spotkali się w celach z katolickimi duchownymi (Zygmunt Kaczyński, Kajetan Raczyński, Beniamin Piotr Domaradzki). Więzienie zbliżyło ich do siebie ekumenicznie. Zbliżyła też do siebie ewangelikalne Kościoły (Teodor Lewczuk z ZKCh zapewniał Jakuba Kozaka z KChWE: „Teraz, jak wyjdziemy, to będziemy razem”). 
Krakiewicz pod wpływem przeżyć w więzieniu (1950–1952) przeszedł na pozycje lojalistyczne wobec władz komunistycznych i był odtąd gwarantem właściwego z punktu widzenia władz kursu politycznego Kościoła. Władze wyznaniowe zobowiązały niektórych zwalnianych z KChWE i ZKCh do działań na rzecz poszerzenia ZKE. Paweł Bajeński przeszedł podobną metamorfozę co Krakiewicz. Pod nieobecność uwięzionego Jerzego Sacewicza (przeciwnika wejścia do ZKE) doprowadził do tego, że ZKCh znalazł się w strukturach ZKE. Z kolei Józef Czerski, wieloletni prezes KChWE, przed aresztowaniami był przeciwnikiem wejścia do ZKE, natomiast po wyjściu na wolność nakłaniał zbory KChWE do przystąpienia do ZKE. W latach 1952 i 1953 odbyły się dwie Konferencje Porozumiewawcze, których celem było poszerzenie ZKE. 
Pod wpływem aresztowań Chrześcijańska Wspólnota Zielonoświątkowa zdystansowała się wobec chrześcijan wiary ewangelicznej i przekształciła w odrębną denominację. 
W wyniku akcji UBP zwerbowało pewną liczbę informatorów. Dostarczane przez nich później informacje miały jednak niewielką wartość operacyjną. Agentura ta została niemal w całości wyrejestrowana w końcu 1956 roku. MBP do końca swego istnienia nie przyznawało się, że aresztowania były błędem. 

## Pamięć wydarzenia i jego wpływ na potomnych
W czasie Polski Ludowej aresztowania były znane niemal wyłącznie w środowisku ZKE, a wiedza o nich była przekazywana w formie ustnej. Publikacje z czasów PRL-u mówiły o nich jako o czasie próby, o „przyczynach zewnętrznych”, „przyczynach niezależnych”, „bolesnym doświadczeniu”. Dopiero w roku 1982 po raz pierwszy użyto słowa „aresztowania”. Autorem publikacji był Mieczysław Kwiecień. Poza środowiskiem ewangelikalnym akcja ta była słabo znana. W środowisku ewangelikalnym pamięć wydarzenia stale była podtrzymywana i kultywowana. Po upadku komunizmu wykorzystywano je dla budowania własnej martyrologii, używano jako argumentu, iż środowisko ewangelikalne było prześladowane w czasach władzy PZPR. W środowisku zielonoświątkowym utrwaliła się opinia, że KChWE wszedł do ZKE pod wpływem owych aresztowań. 
Po roku 2005 na wydarzenie to powoływano się w kontekście dyskusji o lustracji. Tomasz Terlikowski na łamach „Newsweeka” użył go jako argumentu, że ZKE był inwigilowany przez bezpiekę, ponieważ aresztowanym proponowano współpracę . 27 marca 2007 roku Senat Chrześcijańskiej Akademii Teologicznej sprzeciwiając się ustawie lustracyjnej z 18 października 2006 roku oraz ideologizacji życia społecznego powołał się na prześladowania Kościołów mniejszościowych w czasie PRL, w tym na uwięzienie i śmierć bpa Józefa Padewskiego z Polskiego Narodowego Kościoła Katolickiego, aresztowanie Metropolity Dionizego, zwierzchnika Polskiego Autokefalicznego Kościoła Prawosławnego oraz aresztowanie „199 duchownych Zjednoczonego Kościoła Ewangelicznego, Kościoła Chrystusowego i Kościoła Chrześcijan Wiary Ewangelicznej” . 